# Monkonosaurus
 (décembre 2017).
Si vous disposez d'ouvrages ou d'articles de référence ou si vous connaissez des sites web de qualité traitant du thème abordé ici, merci de compléter l'article en donnant les références utiles à sa vérifiabilité et en les liant à la section « Notes et références ».
Genre
Espèce
Monkonosaurus (signifie « lézard Monko ») est un genre éteint douteux de dinosaures stégosauriens herbivores du Jurassique supérieur (Kimméridgien, environ 157-152 millions d'années) du Tibet et du Crétacé de la formation de Lura en Chine. 
D'autres sources le placent dans l'intervalle Oxfordien - Albien (163 et 100 Ma (millions d'années)[réf. nécessaire].
Le genre a été formalisé par Zhao Xijin en 1986. 
Le nom générique fait référence au comté de Markam, également connu sous le nom de Monko.
Zhao à l'époque n'a donné aucune description, ce qui signifie que le nom est resté un nomen nudum, ni un nom spécifique.
Ce dernier a été fourni en 1986 lorsque l'espèce type Monkonosaurus lawulacus a été nommé, l'épithète se référant à la Lawushan, les montagnes Lawu. 
La première description a été fournie en 1990 par Dong Zhiming.

## Articles contextes
- Liste de dinosaures
  - Stegosaurus
  - Tuojiangosaurus